# Darren Byfield
Darren Byfield (*Sutton Coldfield, Inglaterra, 29 de septiembre de 1976) es un exfutbolista y entrenador jamaicano nacido en Inglaterra. Es Segundo entrenador en el Crawley Town desde 2022.
Como futbolista, jugaba de delantero y su primer equipo fue Aston Villa.

## Selección nacional
Fue internacional con la Selección de fútbol de Jamaica, disputó 6 partidos internacionales y anotó 1 gol.

### Participaciones Internacionales
| Torneo              | Sede                    | Resultado   |
| ------------------- | ----------------------- | ----------- |
| Copa de Oro de 2003 | México y Estados Unidos | 4° de final |

## Clubes

### Como jugador
| Club                         | País       | Año       |
| ---------------------------- | ---------- | --------- |
| Aston Villa                  | Inglaterra | 1997-2000 |
| Preston North End (préstamo) | Inglaterra | 1998-1999 |
| Northampton Town (préstamo)  | Inglaterra | 1999      |
| Cambridge United (préstamo)  | Inglaterra | 1999      |
| Blackpool FC (préstamo)      | Inglaterra | 2000      |
| Walsall FC                   | Inglaterra | 2000-2002 |
| Rotherham United (préstamo)  | Inglaterra | 2001      |
| Rotherham United             | Inglaterra | 2002-2004 |
| Sunderland AFC               | Inglaterra | 2004      |
| Gillingham FC                | Inglaterra | 2004-2006 |
| Millwall FC                  | Inglaterra | 2006-2007 |
| Bristol City                 | Inglaterra | 2007-2008 |
| Doncaster Rovers             | Inglaterra | 2008-2009 |
| Oldham Athletic (préstamo)   | Inglaterra | 2008-2009 |
| Oldham Athletic              | Inglaterra | 2009      |
| Walsall FC                   | Inglaterra | 2009-2011 |
| Solihull Moors FC            | Inglaterra | 2012      |
| AFC Telford United           | Inglaterra | 2012      |
| Tamworth FC                  | Inglaterra | 2013-2014 |
| Solihull Moors FC            | Inglaterra | 2014-2016 |
| Redditch United              | Inglaterra | 2016-2017 |

### Como entrenador
| Club            | País       | Año       |
| --------------- | ---------- | --------- |
| Redditch United | Inglaterra | 2016-2017 |
| Stratford Town  | Inglaterra | 2018      |
| Walsall Wood    | Inglaterra | 2018-2019 |
| Alvechurch      | Inglaterra | 2019      |
| Walsall Wood    | Inglaterra | 2020      |